# Henri Helle
Henri Helle, född 4 september 1873, död 21 juni 1901, var en fransk bågskytt. Han deltog vid olympiska sommarspelen 1900.